# Mirosław Wójciuk
Mirosław Wójciuk (ur. 31 lipca 1952 roku w Radzyniu Podlaskim) – polski aktor, śpiewak operetkowy.
Techniki  rzemiosła śpiewu uczył się u prof. Wandy Wermińskiej. Pracę artystyczną rozpoczął w Operetce Lubelskiej, natomiast od 1979 roku jako śpiewak solista został zaangażowany w Operetce Warszawskiej.
Współpracował z Reprezentacyjnym Zespołem Artystycznym Wojska Polskiego. 
Występował także  z koncertami dla  tamtejszej Polonii w USA i Kanadzie.